# 维也纳咖啡馆

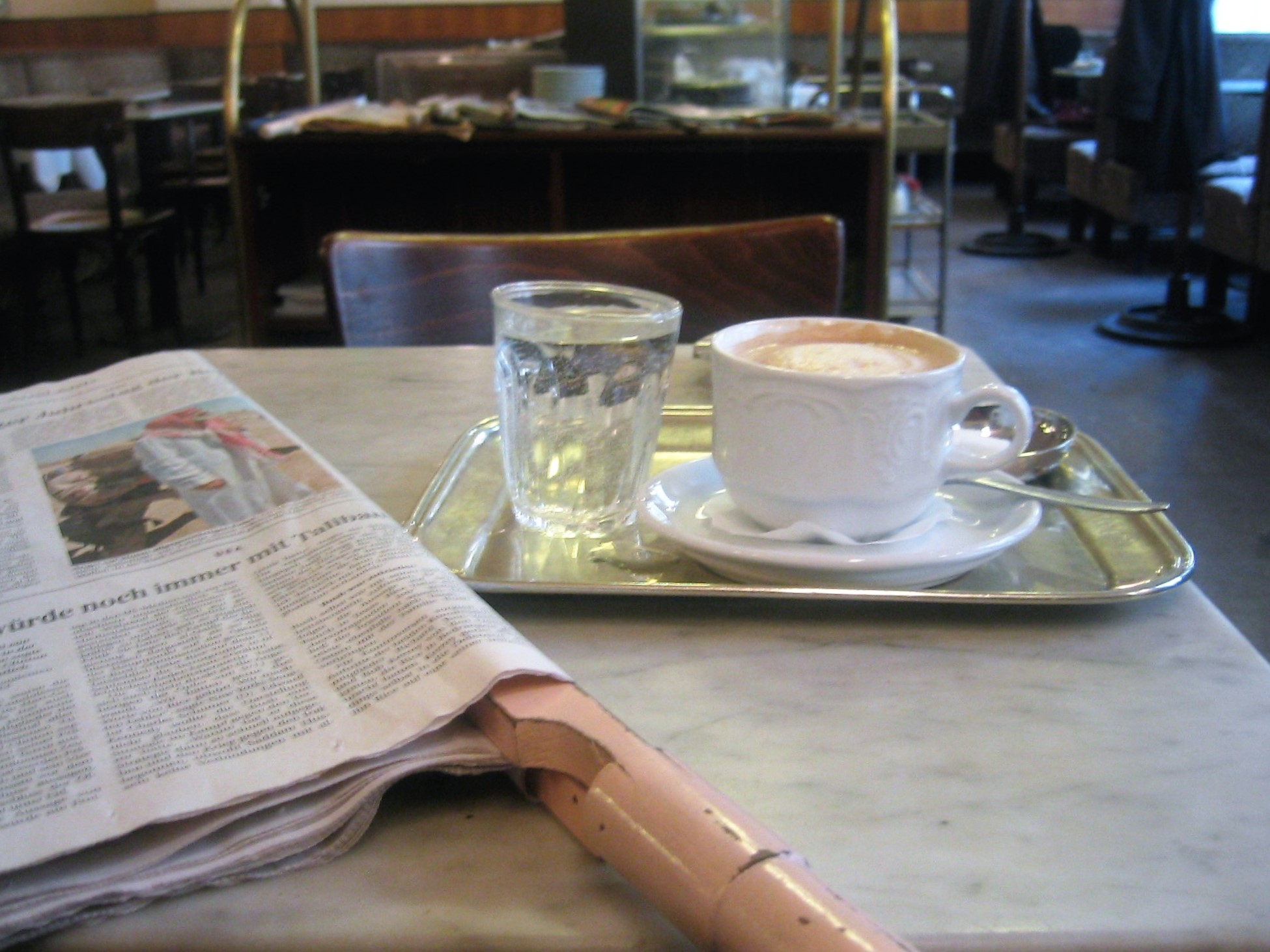
咖啡與報紙

維也納咖啡館（德語：Das wiener Kaffeehaus）是奧地利首都－音樂之都維也納特有的城市人文特色，和巴黎左岸拉丁區的咖啡館文化，並列為歐陸兩大咖啡館文化。

## 歷史背景

### 起源

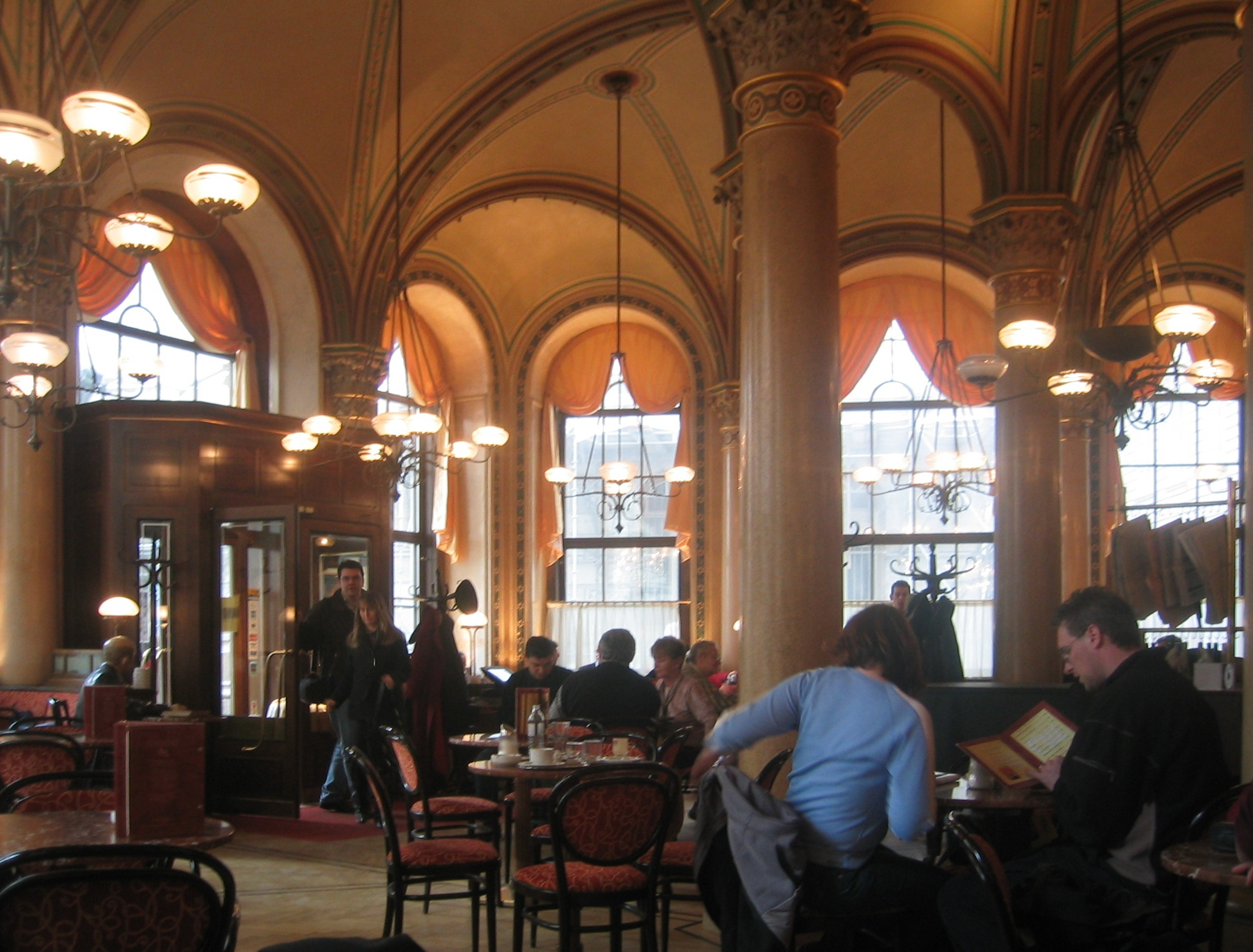
維也納的中央咖啡館

相傳咖啡傳入維也納是在1683年鄂圖曼土耳其大軍第二次圍攻維也納城時，一名叫哥辛斯基（Kolschitzky）的波蘭商人。身為奧地利的傳令兵，他遣入土耳其的敵軍陣營，替奧地利皇室和軍方帶回重要機密軍情。後來因為他的幫助，再加上波蘭騎兵救援，維也納人戰勝脫離了土耳其蘇丹大軍的圍城。
在土耳其戰敗後，哥辛斯基在土耳其人倉皇撤退後，留下混亂陣營裡尋找撿回一麻布袋咖啡豆。哥辛斯基在之前偽裝遣入土耳其敵軍陣營時，由於偽裝巧妙又說得一口流利的土耳其語，也會演唱土耳其歌曲，因此土耳其士兵都會請他嚐杯苦澀卻香濃的濃黑咖啡。這麼喝幾次下來他不但喝上了癮，更喝出了品味。深知咖啡的美好和吸引力，以及在維也納經營咖啡館將帶來的商機。也因為他遣入敵軍陣營有功，因此被獲頒專利，在維也納城內開設第一家咖啡館。
哥辛斯基所開設的這家咖啡館，內部裝潢呈現土耳其風格氣氛，是維也納城內有史以來第一家咖啡館，名為「咖啡櫥櫃」，座落於今日維也納的辛格街（Singerstrasse）。

### 19世紀末及20世紀初
隨後幾世紀一家家咖啡館在維也納開張，一時間蔚為風潮。尤其在19世紀末到20世紀初，維也納咖啡館更是藝術家、思想家與知識分子的聚集地。他們在氣氛優雅溫暖且充滿人文氣息的咖啡館裡，尋求靈感激盪思想。也可與好友辯論重要議題，甚至計畫革命。形成了相望於巴黎左岸咖啡館的中歐維也納咖啡館文化。
在時間的流逝之下，維也納咖啡館不再只是單純的咖啡館，對維也納人尤其是知識文人和藝術家來說，維也納咖啡館的裝飾設計保留著一段往昔輝煌時代的歷史氛圍，也是這座城市人文藝術的象徵性的建築空間。

## 特色

### 維也納人和維也納咖啡館

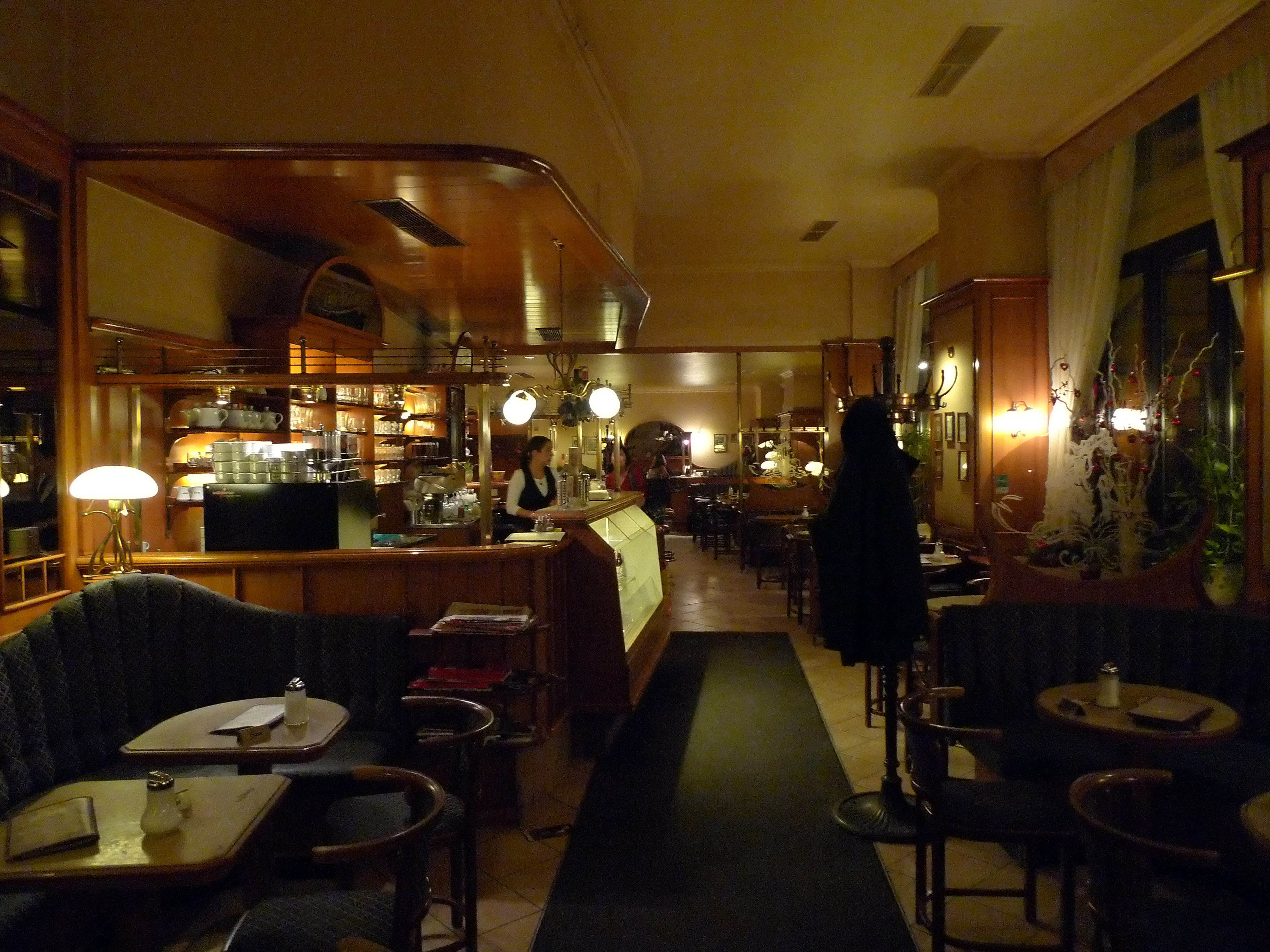
維也納咖啡館

幾世紀以來，咖啡和咖啡館早就是維也納人日常生活不可或缺的重要環節及精神撫慰。幾乎沒有一個維也納人離得開咖啡和咖啡館，在此可是獨自沉思發呆，也可成為交際場所。約在咖啡館是維也納人約會時常說的話。點杯咖啡通常可在煙霧迷漫的咖啡館裡消磨數小時，而每家維也納咖啡館裡都有提供種類豐富的報紙供客人翻閱。

### 咖啡特色
在維也納咖啡館的咖啡不單只是由咖啡構成，每一杯不同分類的咖啡，代表的是咖啡和鮮奶的比例，並擁有各不相同體驗的口感。
維也納咖啡館文化特有的咖啡，有知名的米朗琪（Melange）、艾斯班拿（Einspanner）和Verlangerter等，擁有多樣精緻的選擇。因此有許多人認為，維也納咖啡館是世界上最寵愛咖啡客的。另外維也納人也喜歡在喝咖啡時配上甜點，因此維也納咖啡館的糕點櫥櫃都擺有選擇豐富，口味多樣精緻甜點。

## 知名咖啡館
- 中央咖啡館
- 哈維卡咖啡館
- 斯班咖啡館

## 延伸閱讀
- Wurmdobler, Christopher. . Falter Verlag. 2005. ISBN 3854393326.
- Béatrice Gonzalés-Vangell, Kaddish Et Renaissance - La Shoah Dans Les Romans Viennois (1991–2001) De Robert Schindel, Robert Menasse Et Doron Rabinovici , Presses Universitaires Du Septentrion, 2005, 328 pages. ISBN 978-2-85939-900-9

## 外部連結
- Das Wiener Kaffeehaus